# Рябіка Леонід Григорович
Леонід Григорович Рябіка (1939, місто Маріуполь, тепер Донецької області — вбитий 23 грудня 1996, смт Роздольне, Автономна Республіка Крим) — український радянський діяч, 1-й секретар Роздольненського районного комітету КПУ, голова виконавчого комітету Первомайської та Роздольненської районних рад народних депутатів Кримської області, голова Роздольненської районної державної адміністрації Автономної Республіки Крим. Член Ревізійної Комісії КПУ в червні 1990 — серпні 1991 р.

## Біографія
Народився в родині залізничника та вчительки.
Закінчив Мелітопольський інститут механізації сільського господарства, інженер-механік.
Член КПРС з 1963 року.
Працював головним інженером радгоспу. З 1972 року — директор радгоспу Роздольненського району Кримської області.
До липня 1982 року — 2-ий секретар Первомайського районного комітету КПУ Кримської області.
У липні 1982 — листопаді 1985 року — голова виконавчого комітету Первомайської районної ради народних депутатів Кримської області.
У листопаді 1985—1991 роках — 1-ий секретар Роздольненського районного комітету КПУ Кримської області.
Депутат Верховної Ради Криму 1-го скликання (1991—1994), членом Комуністичної партії Криму.
У 1991—1995 роках — голова Роздольненської районної ради народних депутатів Автономної Республіки Крим.
У 1995—1996 роках — голова Роздольненської районної державної адміністрації Автономної Республіки Крим.
Убитий в результаті замаху 23 грудня 1996 року в селищі Роздольне Автономної Республіки Крим.

## Родина
- дружина — Галина Петрівна,
- син — Рябіка Володимир Леонідович, колишній народний депутат України.